# Nathalie Emmanuel

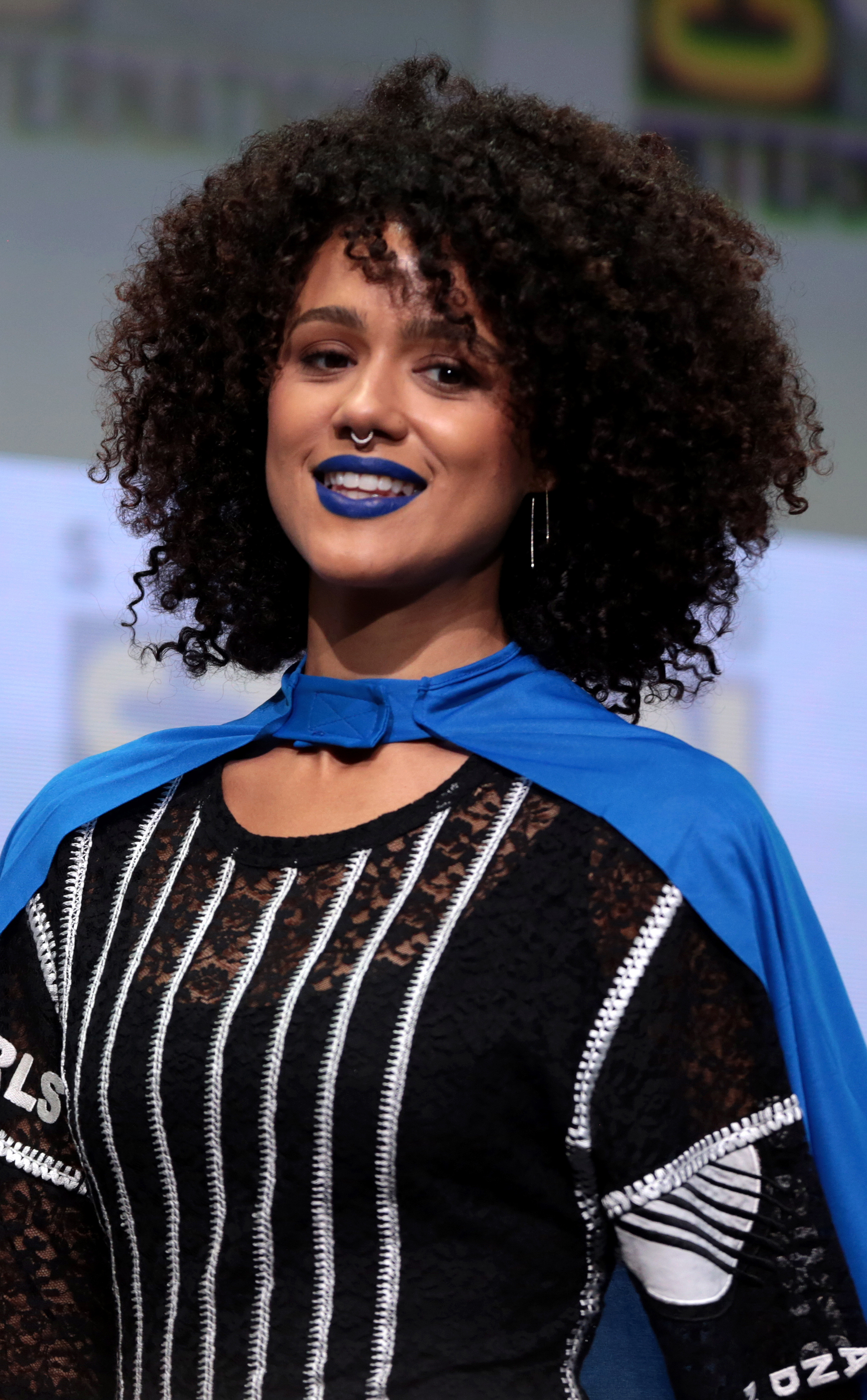
Nathalie Emmanuel (2017)

Nathalie Joanne Emmanuel (* 2. März 1989 in Southend-on-Sea, Essex) ist eine britische Schauspielerin, die vor allem durch ihre Rolle der Missandei in der HBO-Fernsehserie Game of Thrones bekannt wurde.

## Werdegang
Emmanuels Mutter ist Dominicanerin, ihr Vater teils Brite, teils St. Lucier.  Sie begann ihre Laufbahn als Schauspielerin 2007. Von 2013 bis 2019 spielte sie die Rolle der Missandei in Game of Thrones, die sie international bekannt machte. Sie bekam außerdem 2015 eine Rolle in Fast & Furious 7 und war dann auch in den Fortsetzungen Fast & Furious 8, Fast & Furious 9 und Fast & Furious 10 zu sehen. Ebenfalls 2015 spielte sie in der Verfilmung des Buches Die Auserwählten – In der Brandwüste mit. weitere Rollen folgten, ihr Schaffen für Film- und Fernsehen umfasst mehr als 25 Produktionen. 2021 und 2023 war sie jeweils für ihre Rolle in der Serie Die Hart für den Emmy nominiert.

## Filmografie (Auswahl)
- 2007–2010: Hollyoaks (Seifenoper)
- 2011: Casualty (Fernsehserie, Folge 25x28)
- 2011: Misfits (Fernsehserie, Folge 3x01)
- 2012: Twenty8k
- 2013–2019: Game of Thrones (Fernsehserie, 38 Episoden)
- 2015: Fast & Furious 7 (Furious 7)
- 2015: Maze Runner – Die Auserwählten in der Brandwüste (Maze Runner: The Scorch Trials)
- 2017: Fast & Furious 8 (The Fate of the Furious)
- 2018: Maze Runner – Die Auserwählten in der Todeszone (Maze Runner: The Death Cure)
- 2018: Titan – Evolve or Die (The Titan)
- 2019: Der dunkle Kristall: Ära des Widerstands (The Dark Crystal: Age of Resistance, Fernsehserie, Stimme, 10 Folgen)
- 2019: Four Weddings and a Funeral (Fernsehserie, 10 Folgen)
- 2020: Holly Slept Over
- 2020–2024: Die Hart (Fernsehserie, 23 Episoden)
- 2021: Fast & Furious 9 (F9)
- 2021: Army of Thieves
- 2021: Last Train to Christmas
- 2022: The Invitation – Bis dass der Tod uns scheidet (The Invitation)
- 2023: Fast & Furious 10 (Fast X)
- 2024: Arthur der Große (Arthur the King)
- 2024: The Killer
- 2024: Megalopolis